# Сапун
Сапу́н (также суфлёр или дыхательный клапан) — устройство, через которое ёмкость сообщается с атмосферой для поддержания равенства давлений. Например, в двигателях внутреннего сгорания сапун служит для уравнивания внутреннего давления картера с внешним при нагреве-остывании механизма, а также при изменении атмосферного давления. При превышении давления в полости картера над наружным из картера через неплотности соединения может выдавливаться масло, а при понижении давления — внутрь подсасывается наружный воздух, содержащий пыль. В этом случае для очистки поступающего через сапун воздуха устанавливается воздушный фильтр. В воздушных цилиндрах сапун служит для стравливания отработанного воздуха.